# Drino rhoëo
Drino rhoëo är en tvåvingeart som först beskrevs av Walker 1849.  Drino rhoëo ingår i släktet Drino och familjen parasitflugor. Inga underarter finns listade i Catalogue of Life.